# Supercoupe d'Europe féminine de handball
La Supercoupe d'Europe féminine de handball est une ancienne compétition de handball organisée par l'EHF qui a existé de 1994 à 2008, année de son abandon.
La compétition se déroulait entre quatre clubs : les vainqueurs de la Ligue des champions (C1), de la Coupe des coupes (C2) et de la Coupe de l'EHF (C3) de l'année précédente ainsi que, suivant les éditions, le vainqueur de la Coupe des Villes (C4), le finaliste de la Ligue des champions ou un club organisateur.

## Palmarès
| Année     | Lieu           | Vainqueur               | Finaliste                 | Score        |
| --------- | -------------- | ----------------------- | ------------------------- | ------------ |
| 1994      | Viborg         | Hypo Niederösterreich   | TuS Walle Brême           | 25 – 23      |
| 1995      | Volgograd      | Rotor Volgograd         | Debreceni VSC             | 27 – 21      |
| 1996      | Koprivnica     | ŽRK Podravka Koprivnica | TV Lützellinden 1904 e.V. | 22 – 21      |
| 1997      | Ljubljana      | Mar Valencia            | Istochnik Rostov          | 27 – 25      |
| 1998      | Silkeborg      | Ikast-Bording EH        | Bækkelagets SK Oslo       | 25 – 24      |
| 1999      | Viborg         | Dunaferr NK             | Bækkelagets SK Oslo       | 28 – 27      |
| 2000      | Vienne         | Hypo Niederösterreich   | Volgograd AKVA            | 27 – 24      |
| 2001      | Aarhus         | Viborg HK               | Motor Zaporijjia          | 23 – 22      |
| 2002      | Skopje         | Kometal GP Skopje       | Ikast-Bording EH          | 30 – 28      |
| 2003      | Farum          | RK Krim                 | Slagelse FH               | 33 – 28      |
| 2004      | Leipzig        | RK Krim                 | Hypo Niederösterreich     | 34 – 25      |
| 2005      | Non disputée   | Non disputée            | Non disputée              | Non disputée |
| 2006      | Viborg         | Viborg HK               | RK Krim                   | 31 – 26      |
| 2007 (en) | Râmnicu Vâlcea | Oltchim Râmnicu Vâlcea  | Zvezda Zvenigorod         | 23 – 19      |
| 2008      | Tchekhov       | Zvezda Zvenigorod       | Hypo Niederösterreich     | 28 – 27      |

## Bilan

### Par clubs
| Rang | Club                         | Supercoupes gagnées | Supercoupes gagnées | Supercoupes perdues | Supercoupes perdues |
| Rang | Club                         | Nombre              | Année(s)            | Nombre              | Année(s)            |
| ---- | ---------------------------- | ------------------- | ------------------- | ------------------- | ------------------- |
| 1    | Hypo Niederösterreich        | 2                   | 1994, 2000          | 2                   | 2004, 2008          |
| 2    | RK Krim                      | 2                   | 2003, 2004          | 1                   | 2006                |
| 3    | Viborg HK                    | 2                   | 2001, 2006          | 0                   | -                   |
| 4    | Rotor/AKVA Volgograd         | 1                   | 1995                | 1                   | 2000                |
| -    | Ikast-Bording EH             | 1                   | 1998                | 0                   | 2002                |
| -    | Zvezda Zvenigorod            | 1                   | 2008                | 1                   | 2007                |
| 7    | Dunaferr NK                  | 1                   | 1999                | 0                   | -                   |
| -    | Podravka Koprivnica          | 1                   | 1996                | 0                   | -                   |
| -    | Kometal Gjorče Petrov Skopje | 1                   | 2002                | 0                   | -                   |
| -    | Oltchim Râmnicu Vâlcea       | 1                   | 2007                | 0                   | -                   |
| -    | Mar Valencia                 | 1                   | 1997                | 0                   | -                   |

### Par nations
| Rang  | Nation    | Supercoupes | Supercoupes | Supercoupes |
| Rang  | Nation    | Gagnées     | Perdues     | Total       |
| ----- | --------- | ----------- | ----------- | ----------- |
| 1     | Danemark  | 3           | 2           | 5           |
| 2     | Russie    | 2           | 3           | 5           |
| 3     | Autriche  | 2           | 2           | 4           |
| 4     | Slovénie  | 2           | 1           | 3           |
| 5     | Hongrie   | 1           | 1           | 2           |
| 6     | Croatie   | 1           | 0           | 1           |
| -     | Espagne   | 1           | 0           | 1           |
| -     | Macédoine | 1           | 0           | 1           |
| -     | Roumanie  | 1           | 0           | 1           |
| 10    | Allemagne | 0           | 2           | 2           |
| -     | Norvège   | 0           | 2           | 2           |
| 12    | Ukraine   | 0           | 1           | 1           |
| Total | Total     | 14          | 14          | 28          |

## Statistiques
- Plus grand nombre de victoires en finale : 2
  -  Hypo Niederösterreich
  -  RK Krim
  -  Viborg HK
- Plus grand nombre de défaites en finale : 2  Hypo Niederösterreich
- Plus grand nombre de victoires consécutives : 2  RK Krim de 2003 à 2004
- Plus grand nombre de défaites consécutives : 2  Bækkelagets SK Oslo de 1998 à 1999
- Plus grand nombre de participations à une finale : 4  Hypo Niederösterreich
- Plus grand nombre de participation consécutives à une finale : 3  RK Krim de 2003 à 2006
- Clubs ayant gagné une finale sans jamais en avoir perdu : 
  -  Ikast-Bording EH
  -  Dunaferr NK
  -  ŽRK Podravka Koprivnica
  -  Kometal Gjorče Petrov Skopje
  -  Oltchim Râmnicu Vâlcea
  -  Mar Valencia
  -  Viborg HK
- Clubs ayant perdu au en finale sans jamais en avoir gagné :
  - Deux finales perdues :
    -  Bækkelagets SK Oslo

  - Une finale perdue :
    -  TuS Walle Brême
    -  Debreceni VSC
    -  TV Lützellinden 1904 e.V.
    -  Slagelse FH
    -  Motor Zaporijjia
- Plus grand écart de buts en finale : +9 :  RK Krim 34-25  Hypo Niederösterreich en 2004
- Plus grand nombre de buts marqués en finale : 61 :  RK Krim 33-28  Slagelse FH en 2003
- Plus petit écart de buts en finale : +1 : 
  -  Podravka Koprivnica 22-21  TV Lützellinden 1904 e.V. en 1996
  -  Ikast-Bording EH 25-24  Bækkelagets SK Oslo en 1999
  -  Dunaferr NK 28-27  Bækkelagets SK Oslo en 1999
  -  Viborg HK 23-22  Motor Zaporijjia en 2001
  -  Zvezda Zvenigorod 28-27  Hypo Niederösterreich en 2008
- Plus petit nombre de buts marqués en finale : 42  Oltchim Râmnicu Vâlcea 23-19  Zvezda Zvenigorod en 2007
- Plus grand nombre de buts marqués par le vainqueur : 34  RK Krim en 2004
- Plus petit nombre de buts marqués par le vainqueur : 22  Podravka Koprivnica en 1996
- Plus grand nombre de buts marqués par le vaincu : 28  Slagelse FH en 2003
- Plus petit nombre de buts marqués par le vaincu : 21  Debreceni VSC en 1996 et  TV Lützellinden 1904 e.V. en 1997
- Doublés Ligue des champions (C1) / Supercoupe d'Europe :
  - 2  Hypo Niederösterreich en 1994 et en 2000
  - 1  Mar Valencia en 1997
  - 1  Viborg HK en 2006
  - 1  RK Krim en 2003
  - 1  Dunaferr NK en 1999
  - 1  Zvezda Zvenigorod en 2008
  - 1  ŽRK Podravka Koprivnica en 1996
  - 1  Kometal Gjorče Petrov Skopje en 2002
- Doublé Coupe des coupes (C2) / Supercoupe d'Europe : 1  Oltchim Râmnicu Vâlcea en 2007
- Aucun club n'a réalisé le doublé Coupe de l'EHF (C3) / Supercoupe d'Europe.
- Doublés Coupe des Villes (C4) / Supercoupe d'Europe :
  - 1  Rotor Volgograd en 1995
  - 1  Ikast-Bording EH en 1998
- Aucune finale n'a opposé 2 clubs d'un même pays.
- Aucune ville n'a gagné la finale avec 2 clubs différents.